# DrugBank
DrugBank è un database online, liberamente accessibile, contenente informazioni su prodotti prevalentemente cosmetici e chimici, creato e gestito dall'Università dell'Alberta e dal Metabolomics Innovation Center, situato in Alberta, Canada.

## Contenuti
Il database DrugBank è composto da diverse pagine dedicate a diverse sostanze, contenenti dati di tipo chimico, farmaceutico e farmacologico. Ogni voce "DrugCard" contiene più di 200 campi dati con metà delle informazioni dedicate ai dati sui farmaci/sostanze e l'altra metà dedicata ai dati sui bersagli dei farmaci o sulle proteine.
La versione 5.0 del database contiene 9591 voci di farmaci, inclusi 2037 farmaci non a catena lunga approvati dalla FDA, 241 farmaci biotecnologici (proteine/peptidi) approvati dalla FDA, 96 nutraceutici e oltre 6000 farmaci sperimentali.
Il sito "Web DrugBank Online" è disponibile al pubblico come risorsa di libero accesso. Tuttavia, l'uso e la ridistribuzione del contenuto di DrugBank Online o dei Dati DrugBank richiede una licenza. Gli utenti accademici possono richiedere una licenza gratuita per determinati casi d'uso, mentre tutti gli altri utenti possono richiedere una licenza a pagamento.
Per la creazione del database DrugBank sono stati utilizzati anche dati provenienti da Wikipedia, che a sua volta ha utilizzato anche dati provenienti da Drugbank, con conseguenti potenziali problemi di attendibilità delle fonti.